# Ejerlav
 Denne artikel omhandler overvejende eller alene danske forhold. Hjælp gerne med at gøre artiklen mere almen.
Ejerlav er en geografisk opdeling af Danmark, som er vist på matrikelkort. Danmark er delt op i ca. 9000 ejerlav, der hver især omfatter ét eller - oftest - mange jordstykker, parceller, der hver er identificeret med et matrikelnummer. Et ejerlav er et geografisk afgrænset område, som kan være en landsby og dens jorder, en hovedgård eller en bestemt del af et sogn. Et ejerlav kan også være en købstads bygrunde eller markjorder eller et kvarter i Københavns Kommune.
Ejerlavsopdelingen kan ses i sammenhæng med Danmarks Administrative Geografiske Inddelinger, men adskiller sig fra disse ved at der ikke er knyttet et administrativt organ til ejerlavet. I Østrig svarer Katastralgemeinde til ejerlav, bortset fra at dér kan være tilknyttet en administrativ funktion.

## Ejerlavsbetegnelsen
Ejerlavsnavnene blev fastlagt i 1979. For landområder fremkom ejerlavsnavnene ved sammenskrivning af de oprindelige sognenavne og navnene på de ejerlav, som sognet bestod af. For byområder blev der kun foretaget mindre ændringer af ejerlavsnavnene. Der blev samtidigt indført ejerlavsnumre med 7 cifre, som er baseret på den oprindelige administrative inddeling i herreder, sogne og købstæder. Ejerlavsnummeret giver sammen med matrikelnummeret en entydig identifikationen af et areal. Geodatastyrelsen, der står for administrationen heraf, har offentliggjort en ejerlavsfortegnelse i regnearksformat , hvor man kan se lavenes numre samt navne og numre på de kommuner og regioner, som de er beliggende i.
Et eksempel: En typisk matrikelbetegnelse kunne være 5 b Tindbæk By, Skjern. Her er Tindbæk By, Skjern navnet på det ejerlav, som ejendommen ligger i. Ejerlavsbetegnelsen består af to led. Dels navnet på den landsby (område), som ejendommen tilhører, her Tindbæk. Dels navnet på det sogn, som ejendommen tilhører, her Skjern Sogn. Foruden det nævnte består Skjern Sogn af ejerlavene Løvskal by, Skjern og Skjern Hgd., Skjern. Hgd. betyder hovedgård (herregård). I København, Frederiksberg og købstæderne er navnene udformet lidt anderledes, f.eks. Christianshavns Kvarter, København eller Brønshøj, København; Frederiksberg; Århus Bygrunde (for det gamle byområde) og Århus Markjorder (for byens omgivende marker).

## Ejerlavet tidligere
Ejerlavet var oprindeligt betegnelsen for den ”grundejerforening”, der bestod i jordfællesskabets dage og som tog sig af alle forhold, der stod i forbindelse med jordfællesskabet. Ejerlavet går formentlig ligeså langt tilbage som jordfællesskabet, og det vil sige til 1200-tallet og formentlig tidligere. Ordningen udsprang ikke af lovgivning, men af skik og brug og kunne variere fra landsby til landsby. Efterhånden blev bestemmelserne mere formaliserede i en byvedtægt. Ejerlavets medlemmer var byens gårdmænd, og det traf sine beslutninger på Bystævnet, der fandt sted på en centralplads i landsbyen. Her traf man beslutninger om de forskellige markarbejders påbegyndelse, om fællesgræsningen, om åbning og lukning af gærderne – de hegn, der beskyttede de dyrkede arealer – m.v.. Men det kunne også være afgørelser i konflikter mellem gårdmændene. Der var naturligvis også valg af formand, nedsættelse af udvalg og fra tid til anden ændringer i de bestemmelser, som regulerede ejerlavets forhold. Ejerlavene mistede deres betydning i forbindelse udskiftningen i slutningen af 1700-tallet. Udskiftningen skete som regel samlet for et helt ejerlav, og derfor bevaredes ejerlavenes navne ved udarbejdelse af en matrikel i 1844, hvor enhver ejendom fik et matrikelnummer, der knyttedes til et ejerlav og et sogn som beskrevet ovenfor.